# Dextrométhorphane
Pour les articles homonymes, voir DXM.
Le dextrométhorphane est l'isomère dextrogyre du lévométhorphane (qui lui est un opiacé), mais il ne possède aucune action opioïde, bien qu'il possède la structure de la morphine. C'est en revanche un antagoniste du récepteur NMDA, autrement dit un dissociatif. Il est utilisé comme médicament contre la toux. Il est aussi détourné de son usage médical pour ses effets psychotropes, à forte dose, et est alors couramment dénommé DXM.
En 2022, la FDA a approuvé une formulation de ce médicament associée au bupropion, appelée Auvelity, pour servir d'antidépresseur à action rapide chez les patients souffrant de troubles dépressifs majeurs.

## Historique
Le dextrométhorphane est utilisé pour soigner la toux, pour la première fois en 1958 aux États-Unis puis dans le reste du monde. À l'origine présenté en comprimé, le produit est retiré de la vente en 1972 aux États-Unis du fait de son usage détourné.
Le médicament réapparaît en 1970 sous forme de sirop, plus difficile à ingérer en grandes quantités. Seuls quelques amateurs continuent à l'utiliser de manière détournée durant les années 1980-1990[réf. nécessaire].
Plusieurs cas de décès (principalement aux États-Unis) sont concomitants à la consommation récréative du dextrométhorphane, néanmoins ces décès ne semblent pas être dus à la consommation seule de dextrométhorphane. Il y a notamment le décès d'une adolescente de 16 ans à la suite de la consommation de 20 pilules Coricidin soit 600 mg de dextrométhorphane et du chlorphéniramine, alors que pour le DXM la DTmin., dose de substance la plus faible causant un effet toxique, est de 30 mg/kg chez l'enfant ainsi que chez l'homme, et la DL50, la dose létale, est de 165 mg/kg chez la souris. Or la chlorphéniramine est un anticholinergique qui peut causer des réactions graves à des doses élevées. Cela peut être aggravé par le fait que le dextrométhorphane et la chlorpheniramine sont tous deux métabolisés par le CYP2D6. Cela pourrait augmenter la concentration plasmatique des deux médicaments. Un autre danger est la demi-vie longue de la chlorphéniramine (environ une journée entière), ce qui peut entraîner des niveaux élevés de celui-ci en s'accumulant dans le corps si le médicament Coricidin est utilisé fréquemment. Des décès ont ainsi résulté d'une surdose de chlorphéniramine. Le dextrométhorphane seul ne semble donc pas être la cause de décès à des doses récréatives.

## Chimie
Le dextrométhorphane est utilisé sous forme de sel de bromohydrate de dextrométhorphane (C18H26BrNO,H2O / masse molaire = 303,7 g mol−1), poudre cristalline, blanche, soluble dans l’eau et dans l'éthanol. Son point de fusion est de 122 à 124 °C à partir duquel a lieu une décomposition de la substance.

## Pharmacologie
Le DXM, une fois dans l'organisme, est majoritairement transformé par le CYP2D6 en DXO, métabolite actif, mais aussi en 3MM par le CYP3A4. Ces métabolites sont aussi transformés par ces mêmes enzymes, ainsi le DXO est transformé en 3HM par le CYP3A4 et le 3MM est transformé en 3HM par le CYP2D6.

### Pharmacodynamie
DXM :
- antagoniste incompétitif des récepteurs NMDA (Ki=7 253 nM)[8],[9],[10],[11] ;
- agoniste des récepteurs sigma σ1 et σ2 (Ki=205 nM et 11 060 nM)[8] ;
- inhibiteur de la recapture de la sérotonine et de la noradrénaline (Ki=23 nM et 240 nM)[12],[13],[14],[15].

DXO :
- antagoniste incompétitif des récepteurs NMDA (Ki=900 nM)[8] ;
- agoniste des récepteurs σ1 et σ2 (Ki=144 nM et 4 000-11 000 nM)[8],[16] ;
- inhibiteur de la recapture de la noradrénaline.

(Une faible valeur de Ki signifie une forte affinité de liaison ; à l'inverse, un Ki élevé signifie une faible affinité).
Le DXM et le DXO sont tous les deux psychoactifs avec des effets comportant des différences.
Le DXM est principalement un inhibiteur de la recapture de la sérotonine et dans une moindre mesure de noradrénaline (ainsi ses effets sont proches de ceux des antidépresseurs), son action sur les récepteurs sigma est responsable de la confusion, de l'effet sédatif, anesthésique et antitussif, il n'a par contre quasiment aucune affinité pour les récepteurs NMDA contrairement au DXO qui, quant à lui, est un puissant antagoniste des récepteurs NMDA (ce qui en fait un puissant hallucinogène dissociatif semblable à la kétamine).
L'enzyme CYP2D6 est inactive dans un très faible pourcentage de la population chez qui seul le DXM agit.
Certaines variétés d'agrumes contiennent une enzyme qui inhibe l'enzyme CYP3A4. En l'inhibant, l'action du CYP2D6 est augmentée, métabolisant plus de DXM en DXO que d'habitude, et pendant plus longtemps. Les effets deviennent alors plus longs, plus intenses et plus dissociatifs (ratio DXO/DXM plus important).
Le CBD contenu dans le cannabis possède le même effet inhibiteur de CYP3A4.
Inversement, la fluoxétine (Prozac©) est un inhibiteur du CYP2D6, la métabolisation du DXM en DXO n'a donc tout simplement pas lieu (le DXM est donc le seul à agir).

## Usage médical
Il est utilisé comme médicament antitussif.

### Posologie

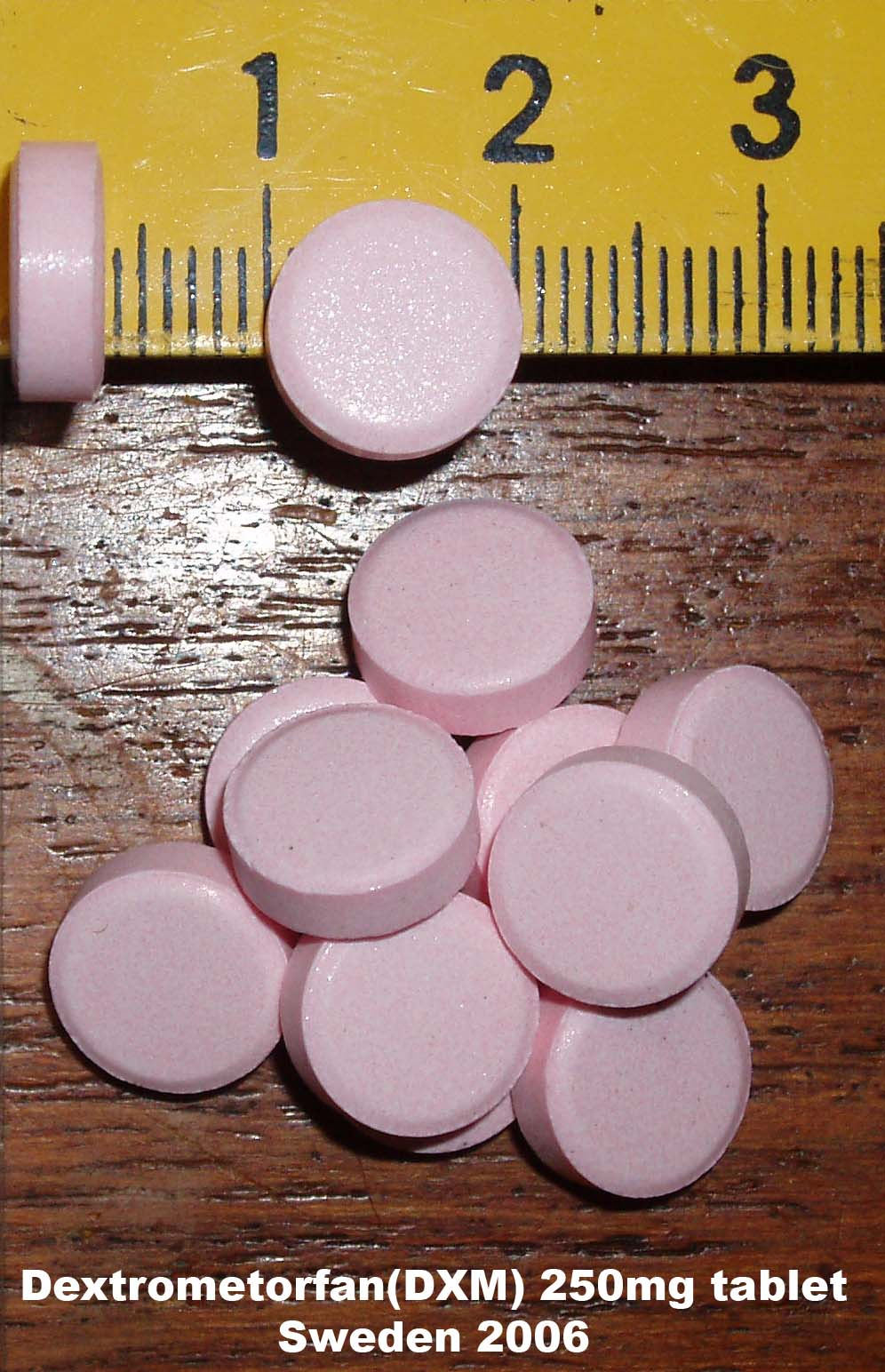
Comprimés de 250 mg de dextrométhorphane suédois.

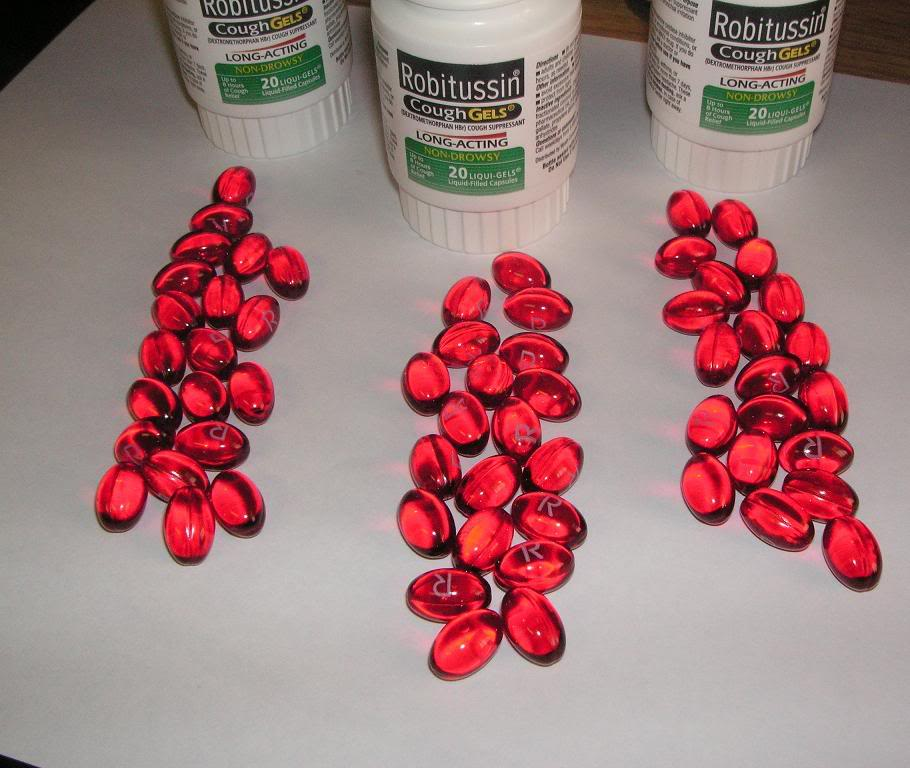
Capsules molles de dextrométhorphane.

À faibles doses, soit entre 15 et 20 mg, le dextrométhorphane peut élever le seuil de la toux et ce, pour quatre à six heures. Il est également possible de prendre une dose légèrement plus grande, soit 30 mg pour avoir un effet de six à huit heures. Cependant, il ne faut normalement pas dépasser 120 mg par jour sinon l'effet psychotrope du DXM peut commencer à se faire sentir et ainsi entraîner des troubles du comportement semblables à une sorte d'ivresse (il est donc recommandé d’être prudent notamment pour la conduite d'un véhicule, voire de ne pas prendre le volant si les effets se révèlent trop handicapants).
En ce qui concerne les enfants, la dose recommandée est de 0,2  à   0,4 mg par kilogramme par dose (pour quatre à six heures) avec un maximum de 60 mg par 24 heures.
Il faut être vigilant lorsqu'on tente d'inhiber la toux. Normalement, il s'agit d'un réflexe pour dégager les voies respiratoires. Lorsque ce réflexe est inhibé, toutes les sécrétions se retrouvent dans les poumons, bronches et trachée. Il est recommandé de prendre le dextrométhorphane plutôt en fin de journée, afin de laisser le temps à l'organisme de chasser les mucosités.

### Interactions médicamenteuses
Le dextrométhorphane réagit avec d'autres médicaments : les IMAOs, les inhibiteurs de la recapture de la sérotonine et de la noradrénaline (IRSN), la paroxétine, la fluoxétine, la sélégiline et la quinidine.
Pour ne pas interagir avec ces traitements , il est conseillé de se diriger vers le chlophédianol, commercialisé sous le nom de Ulone.

### Interactions alimentaires
Le dextrométhorphane réagit avec certaines variétés d'agrumes (contenues notamment dans la peau du pamplemousse blanc et donc dans certains jus industriels) qui inhibent l'enzyme CYP3A4 en augmentant le ratio DXO/DXM.

## Usage détourné et récréatif

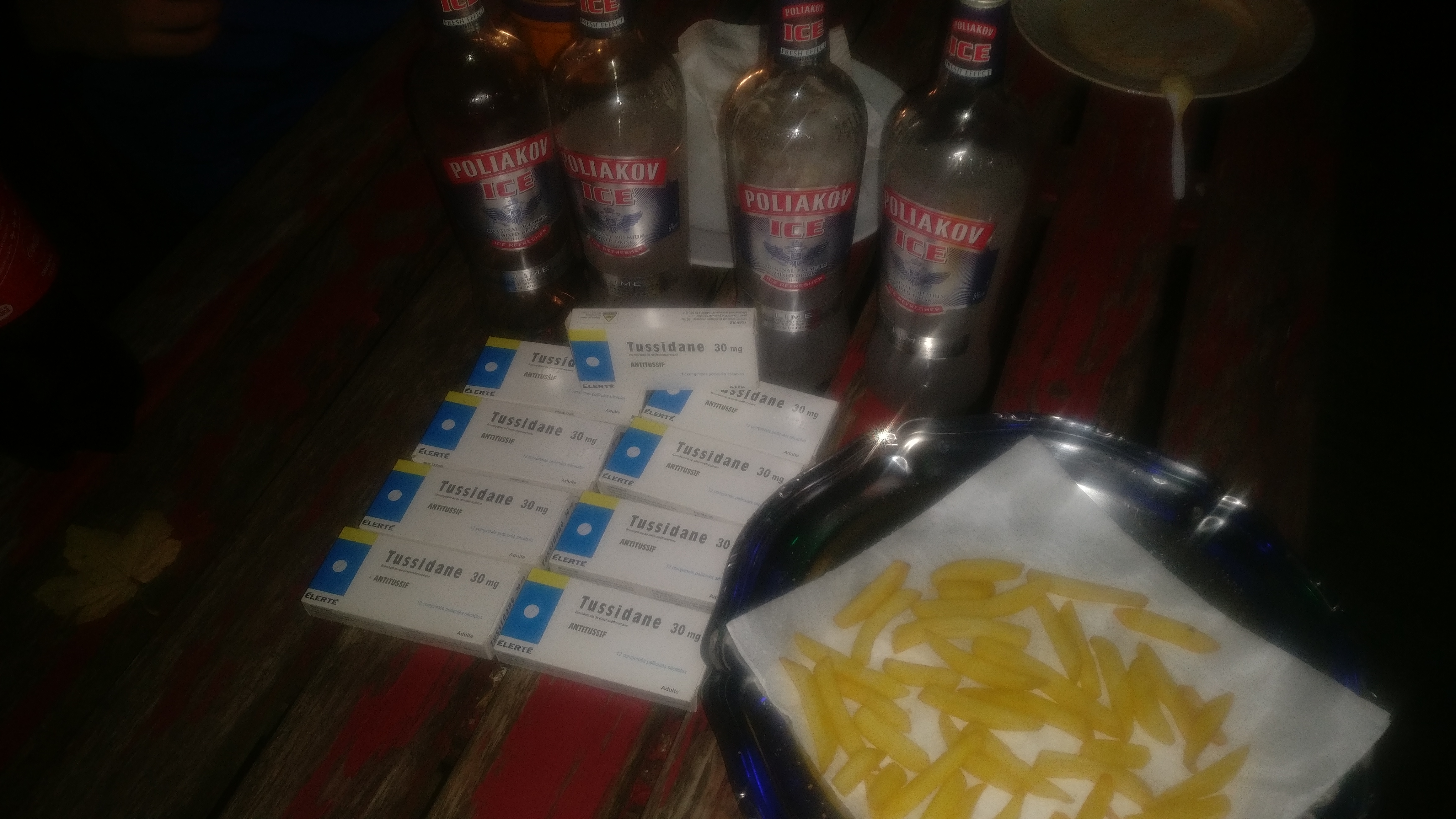
9 boites de Tussidane (dextrométhorphane en comprimés) accompagnées de bouteilles d'alcool visant à être utilisées à des fins récréatives

Le dextrométhorphane est contenu en petite quantité dans des médicaments contre la toux. Certains usagers en absorbent en importante quantité dans le but d'obtenir un effet psychotrope, cependant, le dextrométhorphane est également disponible en comprimés, gélules et capsules et est désormais largement utilisé de manière récréative via ce type de galénique.
D'autres usagers préfèrent extraire le dextrométhorphane des médicaments, à l’aide d'un procédé relativement simple pour les comprimés associé à d'autres substances comme le paracétamol (principalement l'extraction à l'eau froide) et plus complexe pour le sirop (principalement l'extraction à la naphta, à l'ammoniaque et à l'acide citrique).
Fumer du dextrométhorphane est exclu car la molécule est totalement détruite à hautes températures. Les formes les plus consommées restent les
comprimés et le sirop.

### Interactions
Une prise de dextrométhorphane concomitante à une prise de MDMA (ou tout autre stimulant sérotoninergique) augmente grandement les chances de survenue d'un syndrome sérotoninergique (accumulation d'une quantité excessive de sérotonine dans le corps) car la MDMA déclenche la libération massive de sérotonine alors que le DXM empêche, lui, la recapture de la sérotonine.
L'utilisation combinée de dextrométhorphane avec les inhibiteurs des monoamine-oxydases (IMAO), un groupe d'antidépresseurs, peut être dangereuse.
Ainsi, un usager ayant consommé des IMAO dans les quatorze jours précédant la prise de dextrométhorphane s'expose à des interactions dangereuses.
Une prise simultanée de dextrométhorphane avec du cannabis ou avec certaines variétés d'agrumes peut augmenter considérablement les effets, amenant à une sensation de summum, ou peut conduire à un bad trip (ces deux produits, agissant sur le CYP450 3A4, augmentent le ratio DXO/DXM).

### Effets et conséquences
Les effets psychotropes comprennent une désorientation spatiotemporelle (le temps semble ralentir voire s’arrêter), perte de la notion de peur, stress, dégoût, des sensations d'extracorporalité, une incoordination motrice (impression de marcher comme une machine), des hallucinations visuelles et auditives.
Les effets physiques peuvent induire des nausées, des vomissements, pertes du goût, une hyperthermie, des démangeaisons voire des éruptions cutanées.
À la suite d'un dosage élevé, il est possible de ressentir ce qu'on pourrait grossièrement qualifier de « gueule de bois », en cas de forts dosages et d'usage répété, des symptômes de déréalisation assez intenses peuvent apparaître sur le plus long terme. C'est une substance qui n'est clairement pas sans risque.
L'intoxication aiguë se traduit par une hyperexcitabilité, anxiété, nystagmus, dépression respiratoire, tachycardie, coma toxique.
D'après les amateurs de dextrométhorphane, l'expérience est divisible en quatre paliers distincts. Les dosages pour chaque palier (plateau) dépendent du poids de la personne. Au-delà du second plateau, les effets deviennent moins récréatifs et sont plus intenses et introspectifs.
- 1er plateau (1,5  à   2,5 mg·kg-1) : effet très léger, stimulation motrice, légère anesthésie, euphorie etc. Ce plateau pourrait être comparé aux effets d'une faible prise de MDMA (c'est l'effet inhibiteur de recapture de la sérotonine et de la noradrénaline qui domine ce plateau) ;
- 2e plateau (2,5  à   7,5 mg·kg-1) : effet bien plus intense, la coordination motrice est affectée, distorsions visuelles importantes (taille des objets, d'une pièce entière, modification des perspectives), distorsions temporelles importantes (le temps semble s'écouler très lentement voire s'arrêter). Il arrive parfois des visions les yeux fermés. Impression de « fusion » avec la musique, sensation de planer, d'être léger, grande anesthésie (impression d’être dans un corps en plastique ou qu'une partie de son corps n'existe plus), la peur est également grandement inhibée (à ce plateau, c'est l'effet agoniste au récepteur sigma qui domine) ;
- 3e plateau (7,5  à   15 mg·kg-1) : ce plateau est particulier car il nécessite la plupart du temps, une relaxation et un léger travail de respiration (similaire à la méditation) et une isolation du monde extérieur pour être atteint (dans le cas contraire, les effets sont les mêmes qu'au plateau 2 mais en beaucoup plus intenses), les effets sont des hallucinations les yeux ouverts mais surtout des hallucinations extrêmement fortes et souvent complexes les yeux fermés, impression de ne plus avoir de corps quand les yeux sont fermés, sensation de déplacement rapide. Confusion mentale paradoxalement plus faible que pour les plateaux inférieurs. Coordination motrice très affectée. À l'approche du quatrième plateau, l'usager peut ressentir une sensation de projection astrale (l'effet antagoniste des récepteurs NMDA commence à prendre le dessus) ;
- 4e plateau (>15 mg·kg-1) : effet similaire au K-Hole de la kétamine. Dissolution complète de la réalité, plus aucune conscience de son corps ou de qui on est, impression de mort imminente. Perte de connaissance, à la suite de laquelle on semble tomber à l'intérieur de soi-même et explorer son subconscient, extrêmement difficile voire impossible de se déplacer et de parler, ainsi qu'une difficulté à reconnaître les personnes (état proche d'un individu psychotique). À la suite de ce plateau très intense, le retour à la normale est un long processus pouvant perdurer plusieurs jours (l'effet antagoniste des récepteur NMDA domine largement à ce plateau) ;
- Au-delà de 20 mg·kg-1, l'expérience peut devenir extrêmement dangereuse et causer la mort du sujet par dépression respiratoire ;
- Un autre plateau aurait été rapporté lors de prises successives de dextrométhorphane à peu d'intervalles (3 à 4 heures). Les usagers l'ont nommé le plateau sigma. Il est rapporté comme très intense et beaucoup plus long, les boucles temporelles et les pertes d'identité sont fréquentes et peuvent être désagréables. Seuls quelques usagers l'ont atteint car il nécessite une grande expérience du produit.

Certains individus réagissent violemment au dextrométhorphane et ressentent systématiquement les effets pendant plusieurs jours, et ceci quelle que soit la dose ingérée.
Les paliers cités peuvent varier selon les sujets, et être modifiés en association avec d'autres drogues comme le cannabis et certaines variétés d'agrumes contenues notamment dans le jus de pamplemousse blanc (augmentation des effets pouvant amener à un état proche du 4e plateau quelle que soit la dose qui a été administrée au sujet, la dose influençant quasiment uniquement la durée du trip), le poppers.
La dépendance au dextrométhorphane à dose récréative est d'ordre psychique, la dépendance physique n'étant pas avérée, contrairement à l'addiction à d'autres substances à doses psychotropes comme l'héroïne et les autres opiacés/opioïdes.
Dans certains cas, le dextrométhorphane peut donner des pulsions suicidaires (arrêt brutal d'un usage massif et quotidien).
Si le sirop/les comprimés utilisés contiennent du paracétamol, qui est extrêmement dangereux à hautes doses (plus d'un gramme par prise), la prise peut entraîner des problèmes hépatiques gravissimes comme des lésions hépatiques irréversibles pouvant conduire à la mort.
Les effets néfastes d'une utilisation régulière à moyen terme sont de l'ordre psychique, l'utilisateur peut souffrir de troubles dissociatifs plus ou moins prononcés (déréalisation / dépersonnalisation ), d'hypomanie, de paranoïa chronique, d'idéations violentes, de comportements antisociaux, de troubles de la mémoire, de difficultés d'élocution, ainsi que des symptômes dépressifs lors de l’arrêt de la consommation. Des attaques de panique ainsi que des épisodes psychotiques (encore plus en cas de Bad Trip ) reportées par certains utilisateurs pourraient également être dues à une consommation excessive de dextrométhorphane. Une consommation régulière à long terme peut amener à des symptômes physiques semblables à ceux provoqués par d'autres produits dissociatifs : rétention urinaire, perte de poids et perte de contrôle musculaire. Ces symptômes ne doivent pas être pris à la légère si présents, et la consommation doit être stoppée. Comme pour la plupart des produits psychotropes, une utilisation régulière prolongée peut avoir de graves conséquences.

## Législation
Selon les pays et la forme (gélule, comprimé ou sirop), la vente de dextrométhorphane est libre en pharmacie ou sur ordonnance.
En Suisse, il est vendu sans ordonnance, notamment sous le nom de Bexine, Calmerphan ou Pulmofor.
En Belgique, le dextrométhorphane n'est pas reconnu comme stupéfiant. Le dextrométhorphane étant connu pour provoquer des effets psychotropes, le pharmacien peut ne pas délivrer le produit à un client s'il estime que celui-ci en fera un usage récréatif ou s'il en fait un usage abusif. L'usage récréatif de ce produit est puni par la loi belge.
Mais il reste disponible sans ordonnance, à des concentrations de l'ordre +/- 2mg/ml, dans des flacons de différentes quantités ; il existe également des comprimés dosés à 10mg, voilà pourquoi certains Belges frontaliers font le détour par la France, pour son fameux Tussidane, dosé à 30 mg et de plus petite taille (plus facile à ingérer en quantité importante...).
Mais ce médicament fait preuve d'un "contrôle" : de plus en plus souvent le pharmacien refuse la délivrance du produit, cela est d'autant plus vrai que plusieurs jeunes se succèdent, en réclament le Tussidane dans un cours laps de temps (et ils passent en outre à plusieurs pharmacies durant la journée, pour "préparer la soirée").
Même si bien entendu il existe des pharmaciens plus laxistes, et moins regardants, malgré les directives données concernant plusieurs produits à caractère psychotrope.
En France, il était vendu sans ordonnance en sirop et en comprimés. En 2014, l'Agence du médicament a mis en garde contre un usage de plus en plus répandu des sirops contre la toux à des fins «récréatives». Entre 2015 et 2017, 23 cas graves liés au dextrométhorphane ont été recensés par les autorités sanitaires.
Le 12 Juillet 2017, le Ministère de la Santé place les médicaments à base de dextrométhorphane (ainsi que de codéine, éthylmorphine et noscapine) sur ordonnance. Décision prise à la suite de l'augmentation des cas de détournements et particulièrement à la survenue d'une overdose mortelle à la codéine d'une adolescente dont les parents ont fait une pétition.

## Molécules voisines
Du fait de son caractère d'anesthésiant dissociatif, il induit des effets psychotropes, similaires à ceux induits par la kétamine ou le PCP.
Contrairement à d'autres antagoniste des récepteurs NMDA, le dextrométhorphane qui a fait l'objet d'études intensives n'est pas susceptible de provoquer des lésions d'Olney lorsque consommé en trop grandes quantités ou pendant une période de temps trop longue. En effet les lésions d'Olney n'ont pu être incriminées qu'aux PCP et à la kétamine et n'apparaissent chez les rats qu'à des doses très élevées, de l'ordre de 40 mg·kg-1.
Chez le rat aucune lésion n'a pu être relevée jusqu'à 120mg/kg, bien loin des doses consommées par les utilisateurs récréatifs de DXM qui varient entre 1,5 et 20 mg·kg-1.